# Antoni Zanini i Sans
Antoni Zanini i Sans   (Barcelona, 9 de febrer de 1948) és un antic corredor de ral·lis català. Va ser campió d'Europa de ral·lis el 1980, campió d'Espanya de Ral·lis d'asfalt 9 vegades i campió d'Espanya de Ral·lis de terra el 1984 (amb aquests 10 títols ostenta el rècord de campió d'Espanya de l'especialitat). A més a més, fou el primer català a pujar al podi d'una cursa puntuable per al Campionat del Món (el Ral·li de Montecarlo de 1977) i és el segon pilot amb més victòries al Ral·li Catalunya (cinc entre 1975 i 1982).
Durant la seva època, Antoni Zanini assolí tanta popularitat a Catalunya que eren habituals frases com: «Sembles en Zanini!» per a referir-se a algú que conduïa molt ràpid i «A Europa i a Espanya, Zanini els fot canya».

## Trajectòria esportiva
Nascut a Barcelona però resident a Viladrau, Osona, Antoni Zanini començà competint en motociclisme i després va fer de copilot de ral·lis, fins que el 1970 debutà com a pilot amb un cotxe de la família Bäbler a una cursa de la Copa Renault 8 TS disputada en un circuit urbà a Granollers. Poc després competí en un parell de pujades de muntanya i tornà a fer de copilot, en aquest cas de Jordi Bäbler.
Des del 1971 centrà l'activitat en els ral·lis ja com a pilot, competint amb un Simca 1000 GT de l'Escuderia Condal. Amb aquest cotxe obtingué bons resultats, com ara un cinquè lloc -primer entre els cotxes estatals- al Ral·li Costa Brava, vàlid per al campionat d'Europa. A finals de 1972, SEAT li deixà un Seat 124 de Grup 2 per a córrer el Ral·li 2.000 Viratges, el qual guanyà i arran d'això la marca el fitxà com a pilot oficial. Amb l'equip SEAT competí de 1972 a 1979 i aconseguí cinc Campionats d'Espanya consecutius (1974-1978) i dos subcampionats d'Europa (1976 i 1979).
El 1980 abandonà SEAT i pilotà un Porsche 911 SC que llogà als germans Almeras, amb el qual guanyà els Campionats d'Europa i d'Espanya. Després passà a Talbot per a tres anys (1981-1983), assolint un Campionat d'Espanya més sobre asfalt (1982) i un altre en categoria Internacional (1983). El 1984 tornà a aconseguir el títol estatal amb un Ferrari 308 GTB preparat per Michelotto i guanyà el Campionat d'Espanya sobre terra amb un Talbot Samba prototip. En acabar la temporada es retirà de la competició i passà a dedicar-se als seus negocis, tornant a córrer només de forma esporàdica. Entre algunes participacions posteriors, el 1994 participà en el París-Dakar amb Manel Juncosa.

## Llegat
Zanini compaginà el pilotatge amb altres activitats vinculades a l'automobilisme. Organitzà els campionats de promoció Zanini Racing (1980-1982) i RC-60 Rush (1992-1993), creà l'escola de conducció RACE (1985) i treballà com a preparador i constructor amb Suzuki i Citroën en les especialitats de raids, ral·lis i vehicles històrics. També fou col·laborador del RACC en les seves activitats esportives. El 2007 rebé la medalla de bronze al mèrit esportiu del Consejo Superior de Deportes.

## Palmarès
Dins el seu extens palmarès hi destaquen aquestes fites:
- 1 Campionat d'Europa de Ral·lis: 1980
- 10 Campionats d'Espanya de Ral·lis:
  - 9 sobre asfalt: 1974-1978, 1980, 1982-1984
  - 1 sobre terra: 1984
- 2 Subcampionats d'Europa de Ral·lis (1976 i 1979)
- 2 Subcampionats d'Espanya de Ral·lis (1973 i 1988)
- 3r al Ral·li de Montecarlo (1977, esdevenint el primer català a pujar a un podi del mundial)
- 41 victòries absolutes